# Campionati italiani estivi di nuoto 2010
I Campionati italiani estivi di nuoto 2010 si sono svolti alla piscina del Foro Italico di Roma, il 18 e il 19 agosto 2010. In questa edizione fu usata la vasca da 25 metri, in quanto i campionati servivano anche da qualificazione per gli Europei in vasca corta di Eindhoven.

## Podi

### Uomini
| Evento       | Oro                  | Tempo    | Argento              | Tempo    | Bronzo                    | Tempo    |
| Stile libero |                      |          |                      |          |                           |          |
| 50 m         | Marco Orsi           | 21.42    | Lucio Spadaro        | 21.69    | Andrea Rolla              | 21.95    |
| 100 m        | Marco Orsi           | 47.42    | Filippo Magnini      | 47.60    | Lucio Spadaro             | 48.23    |
| 200 m        | Gianluca Maglia      | 1'45.83  | Alex Di Giorgio      | 1'46.63  | Emiliano Brembilla        | 1'46.99  |
| 400 m        | Federico Colbertaldo | 3'43.24  | Cesare Sciocchetti   | 3'44.55  | Emiliano Brembilla        | 3'46.27  |
| 1500 m       | Samuel Pizzetti      | 14'41.29 | Federico Colbertaldo | 14'50.56 | Tommaso Leopoldo Vio      | 14'59.86 |
| Dorso        |                      |          |                      |          |                           |          |
| 50 m         | Damiano Lestingi     | 24.31    | Mirco Di Tora        | 24.38    | Matteo Milli              | 24.43    |
| 100 m        | Damiano Lestingi     | 52.56    | Matteo Milli         | 52.77    | Mirco Di Tora             | 53.00    |
| 200 m        | Damiano Lestingi     | 1'54.58  | Mattia Aversa        | 1'55.72  | Mirco Di Tora             | 1'55.92  |
| Rana         |                      |          |                      |          |                           |          |
| 50 m         | Fabio Scozzoli       | 26.90    | Alessandro Terrin    | 26.93    | Nicolò Ossola             | 27.08    |
| 100 m        | Fabio Scozzoli       | 58.97    | Nicolò Ossola        | 59.33    | Mattia Pesce              | 59.82    |
| 200 m        | Edoardo Giorgetti    | 2'08.44  | Francesco Di Lecce   | 2'09.12  | Michele Vancini           | 2'10.64  |
| Farfalla     |                      |          |                      |          |                           |          |
| 50 m         | Paolo Facchinelli    | 23.60    | Piero Codia          | 23.68    | Mattia Nalesso            | 23.73    |
| 100 m        | Rudy Goldin          | 52.57    | Paolo Villa          | 52.78    | Stefano Mauro Pizzamiglio | 52.81    |
| 200 m        | Paolo Villa          | 1'55.88  | Niccolò Beni         | 1'56.10  | Francesco Pavone          | 1'56.19  |
| Misti        |                      |          |                      |          |                           |          |
| 100 m        | Fabio Scozzoli       | 54.03    | Christian Galenda    | 54.27    | Stefano Mauro Pizzamiglio | 54.58    |
| 200 m        | Federico Turrini     | 1'55.40  | Davide Cova          | 1'58.34  | Alessio Boggiatto         | 1'59.29  |
| 400 m        | Luca Marin           | 4'07.43  | Federico Turrini     | 4'11.16  | Matteo Pelizzari          | 4'14.81  |

### Donne
| Evento       | Oro                    | Tempo   | Argento            | Tempo   | Bronzo                 | Tempo   |
| Stile libero |                        |         |                    |         |                        |         |
| 50 m         | Erika Ferraioli        | 25.09   | Erica Buratto      | 25.31   | Laura Letrari          | 25.32   |
| 100 m        | Erika Ferraioli        | 54.32   | Erica Buratto      | 54.84   | Chiara Masini Luccetti | 54.96   |
| 200 m        | Chiara Masini Luccetti | 1'57.66 | Alice Nesti        | 1'58.41 | Renata Spagnolo        | 1'58.72 |
| 400 m        | Chiara Masini Luccetti | 4'07.82 | Martina De Memme   | 4'09.13 | Alice Nesti            | 4'10.44 |
| 800 m        | Martina De Memme       | 8'30.79 | Roberta Ioppi      | 8'32.46 | Marina Zanutto         | 8'33.81 |
| Dorso        |                        |         |                    |         |                        |         |
| 50 m         | Laura Letrari          | 27.89   | Arianna Barbieri   | 28.20   | Aglaia Pezzato         | 28.60   |
| 100 m        | Elena Gemo             | 59.19   | Arianna Barbieri   | 59.60   | Carlotta Zofkova       | 1'00.46 |
| 200 m        | Elena Gemo             | 2'07.11 | Roberta Ioppi      | 2'08.16 | Romina Armellini       | 2'09.93 |
| Rana         |                        |         |                    |         |                        |         |
| 50 m         | Sara Damiani           | 31.44   | Lisa Fissneider    | 31.77   | Erica Donadon          | 31.86   |
| 100 m        | Sara Damiani           | 1'08.14 | Lisa Fissneider    | 1'08.27 | Erica Donadon          | 1'08.30 |
| 200 m        | Chiara Boggiatto       | 2'24.17 | Giulia De Ascentis | 2'26.65 | Erica Donadon          | 2'26.78 |
| Delfino      |                        |         |                    |         |                        |         |
| 50 m         | Elena Gemo             | 26.22   | Silvia Di Pietro   | 26.72   | Ilaria Bianchi         | 26.82   |
| 100 m        | Francesca Segat        | 58.43   | Silvia Di Pietro   | 59.07   | Ilaria Bianchi         | 59.52   |
| 200 m        | Caterina Giacchetti    | 2'06.49 | Jessica Andreini   | 2'10.20 | Emanuela Albenzi       | 2'10.58 |
| Misti        |                        |         |                    |         |                        |         |
| 100 m        | Laura Letrari          | 1'01.56 | Valentina Pompili  | 1'03.45 | Marussia Pietrocola    | 1'03.47 |
| 200 m        | Francesca Segat        | 2'09.63 | Erica Buratto      | 2'12.63 | Valentina Pompili      | 2'13.86 |
| 400 m        | Susanna Negri          | 4'43.44 | Alice Nesti        | 4'44.42 | Eleonora Tafi          | 4'46.16 |